# Dicranum beyrichianum
Dicranum beyrichianum là một loài Rêu trong họ Dicranaceae. Loài này được (Duby) Hampe mô tả khoa học đầu tiên năm 1878.